# Faragó Sándor (erdőmérnök)
Faragó Sándor (Pécs, 1953. augusztus 13. –) magyar erdőmérnök, vadbiológus, egyetemi tanár, az Magyar Tudományos Akadémia levelező tagja. Eredményei a fenntartható szabadterületi apróvadgazdálkodás, vízivadvédelem, valamint a vadgazdálkodás és természetvédelem kapcsolata témakörökben jelentősek. 1997–2001 között a Soproni Egyetem Erdőmérnöki Kar dékánja, 2002–2017 között a Nyugat-Magyarországi, illetve Soproni Egyetem rektora.

## Életpálya
Általános és középiskolai tanulmányait Kapuváron végezte az I. sz. Általános Iskolában és az Állami Gimnáziumban (ma Páli Szent Vince Katolikus Gimnázium, Általános Iskola és Óvoda). Tanulmányai során természettudományos érdeklődését Varga Gézáné (biológia) és Bertók Kálmán (földrajz) tanárai mélyítették el. 1971/1972-ben előfelvételis katonai szolgálatot teljesített Kalocsán. 1972-től felvételt nyert az Erdészeti és Faipari Egyetem Erdőmérnöki Karára, 1972–1977 között az erdőmérnöki szakon tanult, s 1977-ben szerzett okleveles erdőmérnöki diplomát. Már tanulmányai során a túzokkutatásnak szentelte idejét, s diplomamunkáját „A hansági túzoknépesség vizsgálata” címmel készítette el. 1977–1980 között erdészeti, faipari és építészeti ágazatvezetőként dolgozott az Újkéri „Dózsa Népe” Termelőszövetkezetben. Ebben az időben a Madártani Intézet külső munkatársaként folytatta túzokkutatásait. 1980-ban egyetemi tanársegéd kinevezést kapott az Erdészeti és Faipari Egyetem Vadgazdálkodási Tanszékén, ahol gyakorlati oktatás mellett előadásokat is tartott és kutatómunkát is folytatott. Tudományos tevékenysége az apróvad-gazdálkodásra, illetőleg a vadgazdálkodás és a természetvédelem kapcsolatára koncentrált. 1983-ban védte meg egyetemi doktori értekezését „A túzok ökológiája a szaporodás időszakában Magyarországon" címmel. 1985-ben egyetemi adjunktusi kinevezést kapott.
1983-óta a Túzok, a Vadlúd és a Dunai Vízivad Kutató Projectek vezetője. 1991 óta vezeti a LAJTA Projectet, 1992–2002 között a Magyar Fogolyvédelmi Programot és az ennek koordinálására létrejött Magyar Fogoly Kutató Csoportot. 1995-ben alapított Magyar Vízivad Kutató Csoport vezetőjeként kezdetektől irányítja a Magyar Vízivad Monitoringot.
1993-ban védte meg a Magyar Tudományos Akadémián kandidátusi értekezését „A túzok (Otis tarda) állomány fennmaradásának ökológiai alapjai Magyarországon" címmel és nyerte el a mezőgazdasági tudomány kandidátusa címet. 1994-ben egyetemi docensi kinevezést kapott a Vadgazdálkodási Tanszékre. 1998-ban habilitált, 1999-ben egyetemi tanári kinevezést kapott a Soproni Egyetem Erdőmérnöki Kar Vadgazdálkodási Intézetébe. 2001–2007 között a Vadgazdálkodási Intézet, 2007–2018 a Vadgazdálkodási és Gerinces Állattani Intézet igazgatója volt. 2007-ben megvédte a Magyar Tudományos Akadémián „A vonuló vízivad populációk fenntartásának alapjai Magyarországon” című akadémiai doktori értekezését és elnyerte az MTA doktora címet.
1994–1997 között az Erdőmérnöki Kar dékán-helyettese, 1997–2001 között pedig 2 ciklusban a Kar dékánja volt. 1997–2000 időszakára Széchenyi Professzori Ösztöndíjat nyert el. 2002-ben a Nyugat-Magyarországi Egyetem általános rektor-helyettesének választották, 2002/2003-ban megbízott rektori tisztet töltött be, majd 2003-ban 3 évre az NyME rektorának választották. 2006-ban – 2010-ig terjedő megbízással – újra rektorrá választották, de a szombathelyi Berzsenyi Dániel Főiskolával történt egyesülés után ez a megbízása 2007. december 31-én lejárt. Az új Nyugat-magyarországi Egyetemen is megválasztották rektornak, amely megbízatás – ismételt kinevezés után – 2017. december 31-ig tartott. Összesen tehát 15 és ½ évet töltött az újra Soproni Egyetem elnevezést kapott intézmény rektori székben.
Vezeti a Soproni Egyetem Erdőmérnöki Karán működő Roth Gyula Erdészeti és Vadgazdálkodási Tudományi Doktori Iskolát. Tagja volt az MTA közgyűlésének, mint doktor képviselő (2004-2007 és 2013-2016). 2008-2014 között elnöke volt az MTA Erdészeti Tudományos Bizottságának, 2014-ben és 2017-ben a Bizottság alelnökének választották. A Vadgazdálkodási Albizottság elnöke (2003–2020). Az MTA-VEAB Erdészeti Bizottság, Vadgazdálkodási Munkabizottság titkára (1989–1996), elnöke (1997–2003) volt.
Tagja volt a Nemzeti Földalap felügyelő bizottságának és több ciklusban a TAEG Zrt. felügyelő bizottságának, alelnöke a Fertő-Hanság Nemzeti Park tanácsának. Tagja volt a Nemzeti Biodiverzitás Monitorozó Program tanácsának (1997–2004), tagja a Ramsari Egyezmény Magyar Nemzeti Bizottságának (2011–), a Nemzetközi Vadászati és Vadvédelmi Tanács (C.I.C.) tagja és a magyar nemzeti delegáció vezetője (2012–2021), az Apróvad Bizottság alelnöke (1997– 2012). 2001 óta tagja az Országos Vadgazdálkodási Tanácsnak.
2022-ben a Magyar Tudományos Akadémia levelező tagjává választották. Alapító szerkesztője a Magyar Vízivad Közlemények (Hungarian Waterfowl Publications) és a Magyar Apróvad Közlemények (Hungarian Small Game Bulletin) periodikáknak, tagja az Acta Silvatica et Lignaria Hungarica tudományos tanácsának, az Aquila szerkesztő bizottságának (2010–), 2006–2020 között elnöke a Nimród Vadászújság szerkesztő bizottságának.
Küldetésének tartja a tudományos ismeretterjesztést. A Soproni Tudós Ismeretterjesztő Társaság (TIT) elnöke (2003–2014), továbbá a TIT Országos Elnökségének tagja (2010–).

## Munkássága
Tudományos munkásságát a vadbiológiai és vadgazdálkodás szakterületen belül a mezei szárnyasvad– illetőleg a vízivad ökológia, védelem és gazdálkodás területén fejti ki. A hazai szárnyasvadkutatásban elsőként foglalkozott a fenntartható, szabadterületi apróvad-gazdálkodással, bevezette annak tartamos monitoring alapú a gyakorlatát. Kutatásait a hazai mezei élettér zászlóshajó fajának, a túzoknak (Otis tarda) a komplex vizsgálatával kezdte. Vezetésével kidolgozták a globálisan veszélyeztetett faj hazai védelmi programját. Az 1992-ben indult és napjainkban is működő MOSON Project a faj egyik legeredményesebb, tudományos alapon működő európai programja. Kiterjesztette vizsgálatait a mezei ökoszisztémák egyéb szárnyasvad fajaira, mindenekelőtt az indikátorfajnak tekinthető fogolyra (Perdix perdix). 1992-ben elindította a máig működő LAJTA Projectet, 1993-ban pedig a Magyar Fogolyvédelmi Programot (1993–2002).
1984 óta koordinálja a hazai vízivad kutatását, a nemzetközi hálózatba (Wetlands International – International Waterbird Census) integrált Magyar Vadlúd Monitoring, majd a kiterjesztett Magyar Vízivad Monitoring keretében. Vízivad kutatási eredményei a Magyar Vízivad Gazdálkodási Terv bázisát képezték, amely első nemzeti szintű vízivad védelmi/gazdálkodási terv volt Európában. Kezdeményezője volt az Erdei Szalonka Teríték Monitoringnak, amire alapozott a faj – EU irányelvekkel harmonizáló – védelme Magyarországon. Több, mint 20 éves múltra tekint vissza a Magyar Vadelhullás Monitoring szervezése, amely ugyancsak egyedülálló országos monitoring Európában.
Munkásságának kiemelkedő érdeme több évtizedes felméréseken alapuló, hazai és nemzetközi jelentőségű adatbázisok létrehozása, amelyek nemcsak a jelenkor, de a jövő számára is nagy értékkel bírnak.
Tevékenysége során nagy súlyt helyezett a tudományos eredmények gyakorlati alkalmazhatóságára. Megfogalmazta a természetközeli, fenntartható apróvad-gazdálkodás prioritásának szükségességét, így azok megjelentek az AKG (Agrár Környezetgazdálkodási Program) szabályozás rendszerében is. A vadgazdálkodás és a természetvédelem érdekeinek kutatásokkal igazolt harmonizációja eredményeként javaslatára került a vadászati jogszabályokba – egyedülálló módon Európában – a vízivad kíméleti területek rendszere, amely a hasznosítás vadvédelmi alapú korlátozása. A vadászati és természetvédelmi jogalkotás ugyancsak támaszkodott kutatási eredményeire. A monitoringokra alapozott adatai és elemzései rendszeresen az EU-s ország jelentések részét képezik.

## Családja
Apja Dr. Faragó Sándor (1924–1985) a kapuvári Rábaközi Múzeum alapító igazgatója, anyja Guzmits Rozália (1929–2014) adminisztrátor. Felesége Alasz Mária tanítónő, gyermeke Sándor (1980), három unokája van.

## Díjai, elismerései
- Csatkai- díj (1987)
- Hubertusz Kereszt (1996)
- Vadállomány védelméért Díj (1997)
- Vadas Jenő Emlékérem (1998)
- Pro Silva Hungariae Díj (1999)
- VEAB Emlékérem (2001)
- Apáczai Emlékérem Arany fokozat (2003)
- Magyar Nemzeti Vadászrend (2003)
- Akadémiai Díj (2004) (megosztott)
- Miskolci Egyetemért Érdemérem (2004)
- Außerordentliches Mitglied der Gesellschaft für Wildtier- und Jagdforschung (2005)
- Országos Magyar Vadászkamara Aranyérme (2005)
- Széchenyi István Emlékérem (2005)
- Fehér Dániel Emlékérem (2005)
- I. osztályú Honvédelemért Kitüntető Cím (2006),
- C.I.C. Literature Prize (2008)
- „Az Alföldi Erdőkért” Emlékérem (2009)
- Miskolci Egyetem honoris causa doktora (2010)
- A Magyar Érdemrend középkeresztje (2015)
- Civitas Fidelissima Díj (Sopron-2015)
- Kanadai Soproni Alumni Emlékérem (2015)
- Chernel István Emlékérem (2016)
- Venator Terrae Siculorum Vadászérdemrend tiszteletbeli arany fokozata (2017)
- „Szívvel-lélekkel” elismerés (2017)
- Arany Túzoktoll életműdíj (Vadászati Kulturális Egyesület) (2017)
- Festetics Kulturális Örökség Díj (2020).

## Főbb publikációi
- A túzok Magyarországon. Venatus, Budapest (1990)
- A vízivad és vadászata. Venatus, Budapest (1991)
- Vadászati állattan és etológia. Egyetemi jegyzet, EFE-EK, Vadgazda Mérnöki Szak, Sopron (1994)
- Mezei és vízi élőhelyfejlesztés. Egyetemi jegyzet, EFE-EK, Vadgazda Mérnöki Szak, Sopron (1995)
- Apróvadpopulációk dinamikája és hasznosítása. Egyetemi jegyzet EFE-EK Vadgazda Mérnöki Szak, Sopron (1995)
- Geese in Hungary 1986-1991. Numbers, Migration and Hunting Bags. Slimbridge, UK. IWRB Publication 36. (1995)
- A Duna Gönyű-Szob közti szakasza (1791-1708 fkm) vízimadár állományának 10 éves (1982-1992) vizsgálata. Magyar Vízivad Közlemények 1. (1996)
- Élőhelyfejlesztés az apróvad-gazdálkodásban. A fenntartható apróvad-gazdálkodás környezeti alapjai. Mezőgazda Kiadó, Budapest (1997)
- A vadállomány szabályozása. A fenntartható vadgazdálkodás populációökológiai alapjai. Mezőgazda Kiadó, Budapest (társszerző: Náhlik A.) (1997)
- A LAJTA Project fogoly (Perdix perdix) populációjának és környezetének vizsgálata. Magyar Apróvad Közlemények 2. (társszerző: Buday P.) (1998)
- Gerinces állatrendszertan. Egyetemi jegyzet. Nyugat-Magyarországi Egyetem, Erdőmérnöki Kar, Sopron (1999)
- Vadászati állattan. Mezőgazda Kiadó, Budapest (2002)
- Magyar Vadász Enciklopédia. Totem Kiadó, Budapest (szerk.) (2006)
- A túzok védelme Magyarországon. LIFE Nature Project 2005. évi monitoring jelentése. Magyar Apróvad Közlemények Supplement, 2006 (társszerző: Kalmár S.) (2006)
- A túzok védelme Magyarországon. LIFE Nature Project 2006. évi monitoring jelentése. Magyar Apróvad Közlemények Supplement, 2007 (társszerző: Kalmár S.) (2007)
- A túzok védelme Magyarországon. LIFE Nature Project 2007-2008. évi monitoring jelentése. Magyar Apróvad Közlemények Supplement, 2008 (társszerző: Kalmár S.) (2008)
- Természeti-Vadászati Örökségünk. A legkiválóbb magyar vadásztrófeák – Our Natural-Hunting Heritage. The most excellent game trophies of Hungary. Nimród, Budapest (társszerző: Köller J. & Zoltán A.) (2009)
- A történelmi Magyarország vadászati statisztikái 1879–1913. Nyugat-magyarországi Egyetem Kiadó, Sopron (2009)
- Vadgazdálkodás. Nyugat-magyarországi Egyetem Kiadó, Sopron (szerk.) (2010)
- Régi dicsőségünk. Országos Magyar Vadászkamara, Budapest (társszerk.: Fáczányi Ö.) (2012)
- A LAJTA Project. Egy tartamos mezei vad és ökoszisztéma vizsgálat 20 éve. Nyugat-magyarországi Egyetem Kiadó, Sopron (szerk.) (2012)
- Nyugat-Magyarország fészkelő madarainak elterjedési atlasza. Nyugat-magyarországi Egyetem Kiadó, Sopron (szerk.) (2012)
- Monitoring az erdészetben és a vadgazdálkodásban. Nyugat-magyarországi Egyetem Kiadó, Sopron (szerk.) (2013)
- Lélekkel teljesített hivatás. Chernelházi Chernel István naplója 1914-1922. I–II. kötet. Nyugat-magyarországi Egyetem Kiadó, Sopron (2015)
- Vadászati állattan. Negyedik, átdolgozott, bővített kiadás. Mezőgazda Kiadó, Budapest (2015)
- A Duna Gönyű–Szob közti szakasza vonuló vízimadár állományának 30 éves (1982-2012) vizsgálata. Nyugat-magyarországi Egyetem Kiadó, Sopron (2016)
- Legendás Tótmegyer. Egy vadgazda és egy vadászterület dicsérete. Nimród Vadászújság, Budapest (2017)
- A Magyar Vízivad Monitoring vízminőség adatbázisa. Soproni Egyetem Kiadó, Sopron (2017)
- A túzok a Kisalföldön. Soproni Egyetem Kiadó, Sopron (2018)
- A vonuló vízivad populációk fenntartásának alapjai Magyarországon. Soproni Egyetem Kiadó, Sopron (2019)